# Okres Saranda
Okres Saranda (albánsky Rrethi i Sarandës, řecky Αγιοι Σαραντα/Aghioi Saranta) je okres v Albánii. Nachází se v jižní Albánii v kraji Vlora.
Rozloha okresu je 730 km². Hlavním městem je Saranda, další města v kraji jsou Konispol (na hranicích s Řeckem), Ksamil, Çukë, Vrinë a Butrint.